# Scrapy
Scrapy ([ˈskreɪpaɪ] "скрейпай", також, часто вживається "скрепі") — це безкоштовна платформа для вебсканування (збору даних у вебі) з відкритим кодом, написана на Python. Хоча її було спроєктовано для вебскрепінгу, її також можна використовувати для вилучення даних за допомогою API або як вебсканер (пошуковий робот) загального призначення.  Наразі він підтримується компанією Zyte (раніше Scrapinghub), яка займається розробкою та послугами вебскрепінгу.
Архітектура проєкту Scrapy побудована навколо «павуків» ("spiders"), які є самодостатніми сканерами та отримують набір інструкцій. Дотримуюється духу  «не повторюйся» (DRY — don't repeat yourself) інших фреймворків, таких як Django , що полегшує створення та масштабування великих проєктів-сканерів, дозволяючи розробникам повторно використовувати свій код.
Деякі відомі компанії та продукти, які використовують Scrapy: Lyst, Parse.ly, Sayone Technologies, Sciences Po Medialab, Data.gov.uk's World Government Data site.

## Історія
Scrapy було створено в лондонській компанії з вебагрегації та електронної комерції Mydeco, де її розробили та підтримували співробітники Mydeco та Insophia (веб-консалтингова компанія, розташована в Монтевідео, Уругвай). Перший публічний випуск  відбувся у серпні 2008 року за ліцензією BSD, а віха 1.0 відбулася в червні 2015 року. У 2011 році Zyte (раніше Scrapinghub) став новим офіційним утримувачем.